# 澤萊尼夫 (伊凡諾-法蘭科夫斯克州)
49°22′22″N 24°48′19″E / 49.37278°N 24.80528°E
澤萊尼夫（羅馬化：Zeleniv）是烏克蘭西部的村莊，隸屬伊萬諾-弗蘭科夫斯克州的伊萬諾-弗蘭科夫斯克區。該村面積3.71平方公里，2001年人口162，人口密度每平方公里43.7人。